# 清水港線
清水港線（しみずこうせん）は、静岡県清水市（現・静岡市清水区）の清水駅と三保駅を結んでいた、日本国有鉄道（国鉄）の鉄道路線（地方交通線）である。貨物輸送の衰退もあり、1980年（昭和55年）の日本国有鉄道経営再建促進特別措置法（国鉄再建法）施行により第1次特定地方交通線に指定され、1984年（昭和59年）4月1日に全線が廃止され、バスに転換された。

## 路線データ
- 路線距離（営業キロ）：8.3 km
- 軌間：1,067mm
- 駅数：6駅（起終点駅含む）
- 複線区間：なし（全線単線）
- 電化区間：なし（全線非電化）
- 閉塞方式：タブレット閉塞式
- 輸送密度 : 784 （人/日）1977年 - 1979年平均 [2]

## 歴史
1916年（大正5年）に東海道本線の貨物支線として江尻駅（現在の清水駅）から清水港駅までの区間が開業したが、1944年（昭和19年）7月に三保駅まで延伸、同年12月に旅客営業を開始するのと同時に東海道本線から分離独立し、清水港線という路線名が与えられた。
旅客営業開始時から、旅客営業は貨物列車に客車を連結した混合列車によって行われた。最盛期には1日数往復の旅客列車が走り、昭和30年代には国鉄一の黒字路線（最も営業係数が小さい路線）になったこともあった。しかしその後、モータリゼーションの影響によって衰退が始まり赤字路線に転落。1972年（昭和47年）以降は、旅客列車（混合列車）が1日1往復という、貨物専用路線を除いて日本一旅客列車の運行本数の少ない鉄道路線となった。
末期の清水港線のダイヤは、清水発が8時10分、三保発が16時14分のみという通学用に特化したダイヤ設定だった（利用者のほぼすべてが、折戸駅近くに立地する高校への通学客だった）。ただそれでも、競合するバスと比較して通学定期の運賃が数分の一程度で済むことから少なからぬ需要があった。また、バス会社側も当路線の特性を理解し、片道（主に下校時）だけでもバスが利用できるように特別な通学用回数券を販売していた。
- 1916年（大正5年）7月10日 - 東海道本線の貨物支線として、江尻 - 清水港間（1.0M ≒ 1.61 km）が開業、（貨）清水港駅新設[4]。
- 1930年（昭和5年）
  - 2月1日 - 清水港 - 清水埠頭間（0.5M ≒ 0.80 km）が延伸開業、（貨）清水埠頭駅新設[5]。
  - 4月1日 - マイル表示からメートル表示に変更（江尻 - 清水埠頭間 1.5M → 2.5 km）。
- 1934年（昭和9年）12月1日 - 江尻駅が清水駅に改称[6]。
- 1944年（昭和19年）
  - 7月1日 - 清水埠頭 - 三保間（6.0 km）が延伸開業し全通、（貨）巴川口駅・（貨）三保駅新設、清水港 - 清水埠頭間改キロ（-0.2 km）[7]
  - 12月1日 - 全線で旅客営業開始、東海道本線から分離され清水港線となる。折戸駅新設、清水埠頭駅・巴川口駅・三保駅で旅客営業開始[8]。
- 1984年（昭和59年）4月1日 - 全線（8.3 km）廃止[1]。静鉄バスに転換[1]。

## 駅一覧
接続路線の事業者名は清水港線廃止時のもの。全線静岡県清水市（現・静岡市清水区）内に所在。
| 駅名           | 駅間 キロ | 営業 キロ | 接続路線                 |
| -------------- | --------- | --------- | ------------------------ |
| 清水駅         | -         | 0.0       | 日本国有鉄道：東海道本線 |
| （貨）清水港駅 | 1.4       | 1.4       |                          |
| 清水埠頭駅     | 0.9       | 2.3       |                          |
| 巴川口駅       | 1.0       | 3.3       |                          |
| 折戸駅         | 2.8       | 6.1       |                          |
| 三保駅         | 2.2       | 8.3       |                          |

## 使用車両

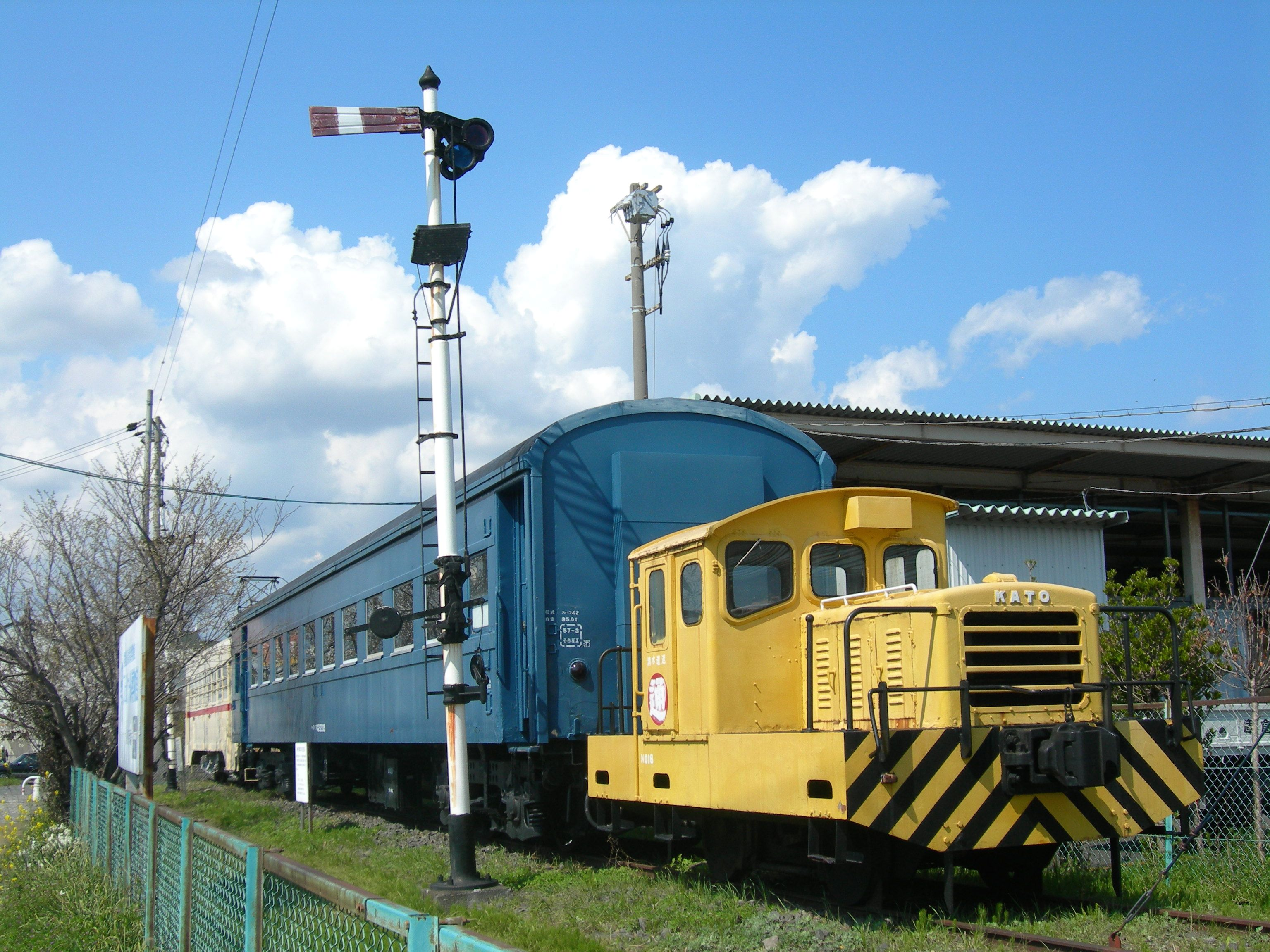
かつてフェルケール博物館屋外展示場に保存されていた車両（2008年3月撮影）

上述のようなタンク車などとの貨客混合編成の運行は廃止時まで続いた。
廃止時にはDD13形ディーゼル機関車牽引のもと、静岡車両区清水派出所（静シミ）所属のスハフ42形、オハ47形計5両が使用されていた。このうち、スハフ42 2184・2286、オハ47 2081の3両は廃止後、大井川鉄道（現・大井川鐵道）に譲渡され、それぞれスハフ42 184・286、オハ47 81として2020年（令和2年）時点でも現役で使用されている。一方、スハフ42 2105は巴川口 - 折戸間のフェルケール博物館屋外展示場で、オハ47 2080は天竜二俣駅にて静態保存されていたが、いずれも解体され現存しない。
DD13形も4両が名古屋臨海鉄道へと譲渡され、このうち2両（224・226）は2012年（平成24年）までに廃車・解体されたが、306は2020年時点でも現役で使用され、225も車体が苫小牧港開発D5600形D5605のものに交換されているものの現役である。

### 蒸気機関車
- C50形
  - 1962年（昭和37年）2月15日のダイヤ改正をもって、DD13形ディーゼル機関車に置き換えられた。

### ディーゼル機関車
- DE10形
- DE11形
- DD13形

### 客車
- マハ29形
- オハ31形
  - 鉄道博物館にて静態保存されているオハ31 26は当線に在籍した経歴を持つ。
- スハ32形
- オハフ61形
- スハフ50形
- スハフ42形
- オハ47形
- 12系
  - 定期運転での使用実績はないが、沼津機関区（静ヌマ）所属のジョイフルトレイン「いこい」が臨時列車として入線したことがある。

### 貨車
- タキ1900形
- タキ2000形

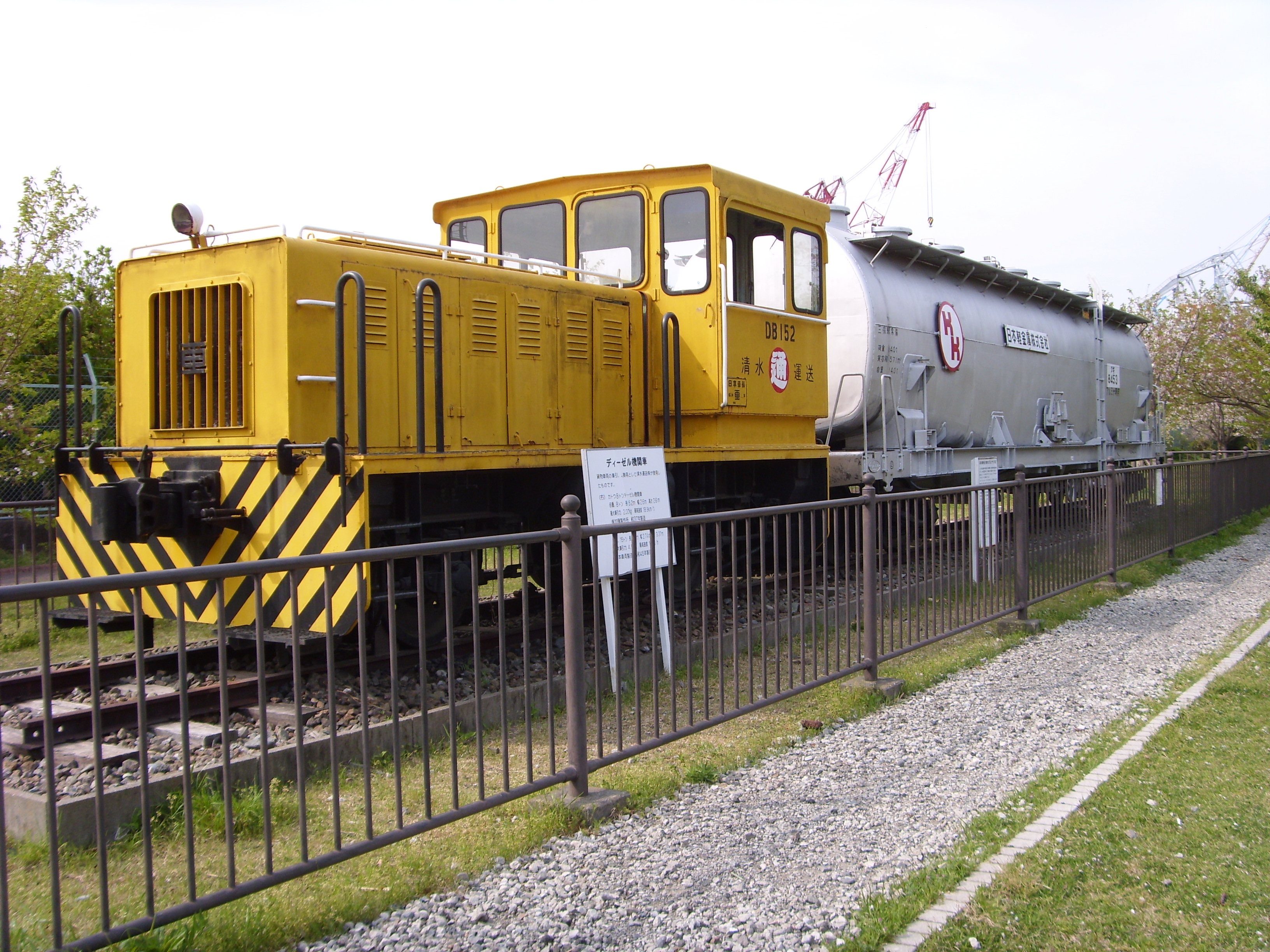
三保ふれあい広場に保存されている車両（2008年4月撮影）

  - 旧三保駅常備車で、当線でも使用されていたタキ2026のタンクが廃車後、日本軽金属三保工場内の構内施設として転用されている。
- タキ5000形
- タキ5450形
- タキ6100形
- タキ7000形
- タキ7050形
- タキ7400形
- タキ8400形
- タキ8450形
  - 旧三保駅前に整備された三保ふれあい広場に、当線で使用されていたタキ8453が静態保存されている。
- タキ11500形
- タキ12200形
- ホキ2200形
- ホキ5700形
- ホキ7500形
- トラ45000形
- トラ70000形
- トラ90000形
- ワム60000形
- ワム80000形
- ワキ5000形
- ヨ8000形
- その他

## 廃線後の状況

### 廃線後の輸送
- 元来貨物輸送用の路線として建設されたが、1980年代の鉄道貨物輸送の全国的衰退にのまれた。沿線事業者は輸送手段をトラックおよびコンテナに切り替えたが、既に沿線の道路整備が進んでいたので、大きな障害にはならなかった。なお、清水駅そのものの貨物取り扱いも現在では廃止されている。
- 旅客面での影響は極めて限定的であった。静鉄バスは代替バスを運行せず、既存路線を増発して対応した。また、清水駅南口から東海大学付属静岡翔洋高等学校・中等部までのバスが「清水港線」として運行されていたが、後年自家用バスによる運行に切り替えられて廃止されている。

### 廃線跡・設備の保存・再利用状況

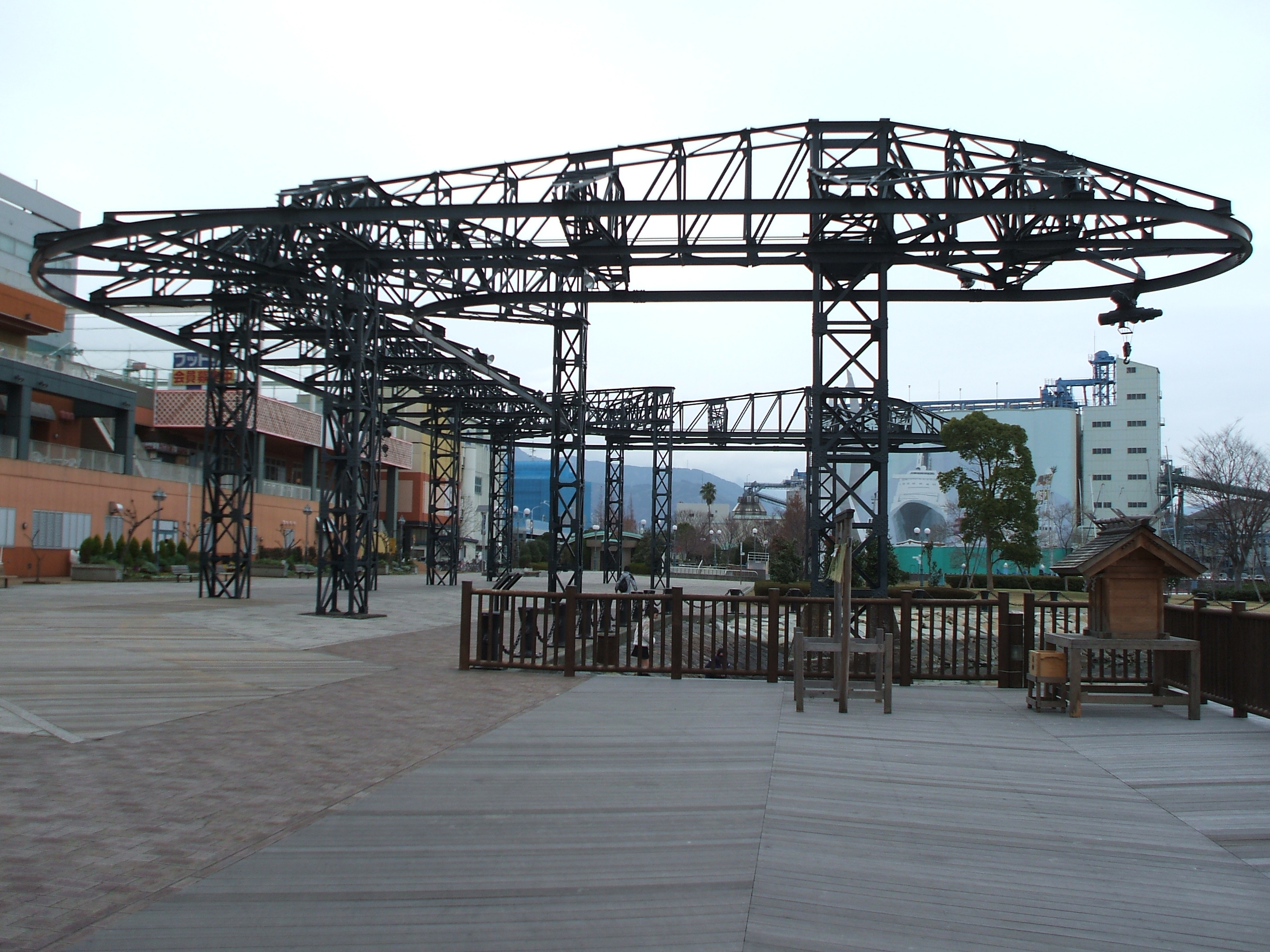
清水港駅で使われたテルファークレーン

- 清水駅構内の海側、東海道線のホームとは貨物ヤードを挟んで離れた場所にあった清水港線ホームの場所は、貨物ヤード跡地とともに清水テルサ（静岡市東部勤労者福祉センター）となった。その他、駅舎の橋上化と自由通路の整備などもあって、現在の清水駅には清水港線の存在をしのばせる物は残っていない。
- 旧清水港線敷地の清水寄りの部分は、建設省の中部地方建設局（現・国土交通省中部地方整備局）の支援を受けて臨海部再開発が行われた。清水港駅跡地はエスパルスドリームプラザと清水マリンパーク、清水埠頭駅跡地は浪漫館、巴川口駅跡地は静清浄化センター（下水処理場）として整備された。
- 清水港駅に設置され、貨車と船の間で木材を直接積み込める機能を持った「テルファークレーン」は、2000年（平成12年）に国の登録有形文化財に登録され、清水マリンパークの敷地内に保存されている。
- 一方、巴川口駅の清水寄りの巴川に架かっていた巴川可動橋は撤去されている。一時は保存を望む声もあったが、老朽化と船舶の航行の妨げになるため実現しなかった。1890年（明治23年）に完成した巴川可動橋は、全長88.3メートルの昇開橋で、5基の橋桁のうち中央部が昇降するようになっており、通常は橋桁を上昇して船舶を通行させ、列車の通行時には橋桁を下降して列車を通行させるようになっていた。旅客鉄道の可動橋は日本全国でも佐賀線と桜島線とここの3か所であった。
- 巴川口駅から三保駅にかけては、旧路線跡が自転車・歩行者用道路（静岡県道377号静岡清水自転車道線の一部）として整備されている。折戸駅と三保駅の跡地はそれぞれ公園として整備され、三保駅跡の「三保ふれあい広場」ではかつての鉄道車両や機関車が静態保存されている。また上述のように「フェルケール博物館屋外展示場」にもスハフ42形客車が保存されていたが、老朽化が著しく、2010年（平成22年）6月に解体された。
- フェルケール博物館内の常設展示室には清水港線にまつわる資料や模型が展示されている他、併設する缶詰記念館[9]敷地内には腕木式信号機2基と踏切警報機1基が保存されている。